# 걸어서 하늘까지 (드라마)
《걸어서 하늘까지》는 1993년 1월 18일부터 1993년 3월 9일까지 방영된 MBC 월화드라마이며 영화배우 2세 최민수 (정종호 역) 허준호 (용달 역)가 불꽃튀는 연기대결을 펼쳐 화제가 됐다.
다만, 빈번하게 등장하는 폭력장면이 문제점으로 제기됐으며 가난과 방황 속에서도 희망을 잃지 않고 살아가는 평범함 사람들의 이야기였음에도 지나치게 감각적인 것만을 강조하여 가슴 저미는 감동을 전달하는 데 실패했으며 원작과 달리 여주인공 임지숙(김혜선 분)을 에어로빅 강사로 등장시켜 전체적인 극의 흐름을 단절시킨 점, 주요 배역들의 연기가 지나치게 상투적이었던 것이 주제의식을 부각하여 감동을 전달하는데 장애 요소가 됐다는 지적이 있었다. 3화부터 각본을 집필한 김경형은 이후 2003년 영화 <동갑내기 과외하기>의 감독으로 데뷔했다.

## 줄거리
소매치기와 에어로빅 강사, 검사 등 삶의 배경이 다른 네 젊은 남녀의 운명적 사랑과 그들의 다양한 인생행로를 묘사한 드라마다. 종호와 지숙은 소매치기 아버지 밑에서 의남매로 자란다. 가장노릇을 하며 에어로빅 강사를 꿈꾸던 지숙은 명문가의 외아들 연수를 만나 우여곡절 끝에 결혼한다. 그리고 지숙을 남몰래 사랑하며 어둠의 세계에서 탈출하려 몸부림치는 종호는 함정에 빠져 헤어나지 못하고 끝내 자살의 길을 택한다.

## 등장 인물

### 주요 인물
- 최민수 : 정종호 / 물새 역 - 소매치기
- 김혜선 : 임지숙 역 - 에어로빅 강사
- 손지창 : 구연수 역 - 비디오 예술가
- 이상아 : 유하영 역 - 화랑 운영

### 그 외
- 이영후 : 지숙의 아버지 임동학 역
- 신충식
- 김복희
- 변희봉 : 연수의 할아버지 역
- 나문희 : 연수의 어머니 역
- 오승명 : 연수의 아버지 역
- 장항선
- 서학 : 연수의 매형 역
- 김용선 : 연수의 누나 역
- 남윤정
- 심우창 : 변호사 역
- 황일청
- 나영진 : 형사 역
- 서갑숙
- 김기주
- 김영일 : 제트기 역
- 전인택 : 종호의 교도소 동기 역
- 최상혁
- 전국근
- 방은희 : 미스 오 역 - 밤무대 가수
- 김승환 : 권재 역
- 최화정 : 조 선생 역 - 에어로빅 강사
- 서영애
- 김웅철
- 이숙
- 임대호 : 두꺼비 역
- 김선동
- 정진화
- 박은희
- 김동욱
- 박소현
- 허준호 : 용달 역
- 이연수 : 지순 역
- 최상진 : 참새 역
- 박주미 : 연수의 여동생 역
- 임창대 : 송주 역

## OST
| #            | 제목                                   | 작사         | 작곡         | 가수         | 재생 시간 |
| ------------ | -------------------------------------- | ------------ | ------------ | ------------ | --------- |
| 1.           | 〈걸어서 하늘까지〉                    | 손태재       | 최규성       | 장현철       | 2:55      |
| 2.           | 〈나에게 조금 더〉                     |              | 신대철       | 장현철       | 3:25      |
| 3.           | 〈너의 모든것〉                        |              | 유영선       | 장현철       | 3:40      |
| 4.           | 〈이젠 잊으려 해도〉                   |              | 유영선       | 장현철       | 3:25      |
| 5.           | 〈걸어서 하늘까지(Main Title, Piano)〉 |              | 최경식       | 장현철       | 4:08      |
| 6.           | 〈그리운 이름되어〉                    |              | 최경식       | 장현철       | 2:37      |
| 7.           | 〈동경〉                               |              | 최경식       | 장현철       | 3:05      |
| 8.           | 〈물새의 사랑〉                        |              | 최경식       | 장현철       | 2:40      |
| 9.           | 〈애정〉                               |              | 최경식       | 장현철       | 3:35      |
| 10.          | 〈시련〉                               |              | 최경식       | 장현철       | 2:10      |
| 11.          | 〈연민의 마음〉                        |              | 최경식       | 장현철       | 3:10      |
| 12.          | 〈외지에서〉                           |              | 최경식       | 장현철       | 3:23      |
| 총 재생 시간 | 총 재생 시간                           | 총 재생 시간 | 총 재생 시간 | 총 재생 시간 | 38:13     |

| 문화방송 월화드라마                            | 문화방송 월화드라마                                | 문화방송 월화드라마                            |
| 이전 작품                                      | 작품명                                             | 다음 작품                                      |
| ---------------------------------------------- | -------------------------------------------------- | ---------------------------------------------- |
| 억새 바람 (1992년 11월 23일 ~ 1993년 1월 12일) | 걸어서 하늘까지 (1993년 1월 18일 ~ 1993년 3월 9일) | 사랑의 방식 (1993년 3월 15일 ~ 1993년 5월 4일) |

1. ↑  오광수 (1993년 1월 29일). “허장강씨 아들 허준호 최무룡씨 아들 최민수 代(대)이은 연기대결”. 경향신문. 2021년 12월 16일에 확인함.
2. ↑  진성호 (1993년 3월 9일). “사회성 짙은 주제… 독특한 멜러드라마”. 조선일보. 2021년 12월 16일에 확인함.
3. ↑  오광수 (1993년 3월 10일). “무거운 주제 영상미가 살려”. 경향신문. 2021년 12월 16일에 확인함.